# NGC 5657
NGC 5657 (również PGC 51850 lub UGC 9335) – galaktyka spiralna z poprzeczką (SBb), znajdująca się w gwiazdozbiorze Wolarza. Odkrył ją Truman Safford 14 maja 1866 roku. Niezależnie odkrył ją Édouard Jean-Marie Stephan 5 czerwca 1880 roku. Jest zaliczana do radiogalaktyk.